# Departamento San Roque
San Roque es un departamento de la provincia de Corrientes, en el noreste de Argentina. Ocupa una superficie de 2428 km², en la región oeste de la provincia.
Limita al norte con el Departamento Saladas; al este con los departamentos Concepción y Mercedes; al sur con el departamento Lavalle; y al oeste con el departamento Bella Vista.
La cabecera del departamento es la homónima San Roque. 

## Historia
El 7 de marzo de 1917 el gobernador Mariano Indalecio Loza aprobó por decreto el Cuadro comparativo de la subdivisión en Departamentos y Secciones de la Provincia de Corrientes; Límites interdepartamentales e interseccionales, que fijó para el departamento San Roque los siguientes límites:

Departamento San Roque - Límites departamentales: Norte y Oeste: Río y Estero Santa Lucía, límite entre las propiedades de Francisco y Santiago Gotusso y Carlos Pujol, siguiendo esta línea en dirección recta hasta el estero Batel; Este: Esteros del Batel y límite Este de las propiedades de Ernestina y Amada Gallardo y Martín y Celina Alegre; Sur: Río Corriente hasta el arroyo Cuenca, de aquí en línea recta al mojón Sur de la propiedad de Ana Reguera de Meabe, siguiendo el límite Sur de esta propiedad y después en línea recta hasta el mojón Sudeste de la propiedad de Mariano I. Loza (que es también mojón Nordeste de la propiedad de Suc. Víctor Aguirre), siguiendo el límite Sur de la propiedad de Mariano I. Loza.

El cuadro señaló que el departamento estaba dividido en 4 secciones:

El Departamento está dividido en cuatro Secciones, con los siguientes límites:
 1ra. Sección: Norte: Límite Nordeste de la propiedad de Justa F. de Andreau, límite Norte de la de Josefa D. Colodrero, Cipriano Romero y Juana Segovia; Este: Esteros del Batel; Sur: Límite Sur de las propiedades de Celedonio Díaz Colodrero, Josefa Sosa de Díaz Colodrero, Carlota Díaz Colodrero de Acosta, Jacinta R. de Luque, Angela G. de Rolón, Modesta N. de Almirón, Leonor Muniagurria; Oeste: Río Santa Lucía.
 2da., 3ra. y 4ta. Sección: La parte del Departamento al Nordeste de la 1ra. Sección, es la 4ta. Sección. La parte del Departamento al Sur de la 1ra. Sección está dividida por el arroyo Batel en dos Secciones, siendo la 2da. Sección la adyacente a la 1ra. Sección, formando el Batel el límite Sudeste de la 2da. Sección y quedando como 3ra. toda la parte Sudeste del arroyo Batel.

El 31 de agosto de 1935 fue publicado el decreto del vicegobernador Pedro Resoagli que determinó los límites de los departamentos:

Departamento San Roque: Tiene los siguientes límites generales: Oeste y Norte: El río Santa Lucía, desde el mojón S. O. de la propiedad de J. de la C. Acevedo (en que colinda con el Departamento Lavalle), aguas arriba, por la línea de su cauce, hasta el estero Santa Lucía en el que nace; y por dicho estero hasta Guajaivi Rincón, un poco más al Norte del llamado Paso Esterito en la propiedad de los sucesores de Santiago Gotusso (campo Tatakua); Este: A contar del estero del Santa Lucía, de Guajaivi Rincón, el límite corta rectamente el campo Tatacuá y sigue por su prolongación hasta los esteros del Batel; continúa por dichos esteros hasta el Rincón de Valengo, sigue por los esteros del Batelito hasta el límite Este de las propiedades de Ernestina y Amada Gallardo, Martín y Celina Alegre y Cosme Ojeda, hasta el río Corriente; Sud: El río Corriente desde el mojón S. E. de la propiedad de Cosme Ojeda, aguas abajo, por su cauce, hasta la desembocadura del arroyo Cuenca; desde ese punto, en línea recta, a través de la propiedad de los sucesores de José María Llano, hasta el mojón Sud de la propiedad de Ana Reguera de Meabe, del que continúa, por el límite Sud de la misma, y el mismo límite de las de Isidoro Reguera, S. Alderete y su prolongación, hasta que ella encuentra el límite Sud de la propiedad de Josefa Chamorro, continuando hasta dar con la línea Oeste de dicha propiedad; sigue luego rectamente por el deslinde Sud de un grupo de pequeñas propiedades hasta dar con la línea Este de la perteneciente a J. de la C. Acevedo; baja por ese límite hasta la línea Sud de la misma propiedad, por la que continúa hasta el río Santa Lucía.

## Geografía
El departamento San Roque tiene clima subtropical húmedo, con temperaturas máximas de 35 °C y mínimas de 10 °C. La media anual de precipitaciones oscila entre los 1200mm y 1400mm.

La vegetación es de tipo sabana-parque, con palmares agrupados en núcleos alejados entre sí. 

## Población
Cuenta con 22 715 habitantes (Indec, 2022), lo que representa un incremento promedio anual del 1.9% frente a los 18 366 habitantes (Indec, 2010) del censo anterior.

La mediana de edad se estableció en 29 años.
| Gráfica de evolución demográfica de Departamento San Roque entre 1991 y 2022 |
|                                                                              |
| Fuente: censos nacionales del INDEC                                          |

## Localidades
La mayor parte de la población se concentra en la ciudad cabecera del departamento y en las ciudades de Nueve de Julio y Chavarría. El resto es población de carácter rural, dispersa o asentada en pequeñas localidades.
| Cabecera (Población 2010) | Ciudades (Población 2010)                            | Localidades (Población 2010)                                |
| ------------------------- | ---------------------------------------------------- | ----------------------------------------------------------- |
| San Roque (7323 hab.)     | - Nueve de Julio (2209 hab.) - Chavarría (2506 hab.) | - Colonia Pando (440 hab.) - Pedro R. Fernández (1585 hab.) |